# Antropometri
Antropometri (av grekiska anthropos, människa, och metron, mått) är läran om människokroppens exakta uppmätning. I detta ingår inte enbart den yttre kroppsformens och proportionernas bestämmande genom uppmätning, utan också fastställande av lämpliga skalor för hårets, regnbågshinnans och hudens färg (pigmentering). Till detta kommer regler för bestämning av typform av pannan, näsan, bröstet etc (typologi). Slutligen ingår i antropometrin även måttbestämning av skelettet och dess olika delar, bestämning av krökningars intensitet, av vinkelmått och av relationsmått (indextal).
Den del av antropometrin som har den levande individen som objekt kallas somatometri, den del som har skelettet som objekt kallas osteometri, varav skallmätning, kraniometrien, är en särskild del.
Tillämpad antropometri är t.ex. proportionsläran inom de bildande konsterna och bertillonaget inom kriminalantropologin.

## Historik
För de antropometriska mätningarna på den levande individen har man konstruerat ett stort antal instrument. För de stora kroppsmåtten har man använt Martins antropometer, en lång, kraftig metallstav med en glidande mindre tvärstav (samt för vissa mått en fast sådan), allt graderat i mm. De flesta måtten har  tagits indirekt och som proportionsmått; det vill säga ett mått subtraherat från ett annat. För den mindre måtten har använts krumcirkel eller glidcirkel och för bågmåtten ett måttband. För vinkelmått har använts Fürsts goniometer eller Backmans optiska goniometer. För pigmentering användes särskilda färgskalor, bestående av konstgjorda hårprover (Fischer), en samling emaljögon för regnbågshinnan och en samling färgade råglasbitar för huden (von Luschan). För typologin har använts typologiska serier uppställda av Broca, Frasetto, Sergi, Backman, Oppenheimer m.fl.
För de ostiometriska mätningarna har delvis samma instrument kommit till användning, men utökats med bl.a. Brocias goniometer (vinkelmätare) för underkäken, Mollisons påsättningsgoniometer för skallen, Backmans optiska goniometer och hans goniometer för de långa benens vinklar, mätbrädet för de långa benen, Martins kubuskraniofer och kraniograf eller Fürsts liknande för att få de ortogonala projektionsteckningarna av kraniesektioner, på vilka sedan såväl raka mått som vinkelmått kunde avläsas. Vidare användes Lucas kraniograf för ortogonala projektionsteckningar på optisk väg samt slutligen en enkel apparat för kubicering av hjärnskålsrymden (som material användes vanligen hirskorn). Även typologiska bestämningar och proportionsberäkningar (indextal efter A. Retzius) spelade här stor roll.
Vid bearbetning av de funna värdena spelar indextalen och den statistiska behandlingen en dominerande roll. Indextalet, först uppställt 1842 av svensken Anders Retzius är ett procenttal. Längd-bredd-index som erhålls genom beräkning av 100 x B/L anger hur många procent bredden utgör av längden. Vid den statistiska behandlingen är det inte enbart beräkning av medeltalen utan också den individuella variationen och dessa värdens medelfel som beräknas. Differenser som visas av jämförelser analysera med hänsyn till sina medelfel och differensernas sannolikhet bedöms med hänsyn till dessa medelfel.